# فريتز ريمان
فريتز ريمان (بالألمانية: Fritz Riemann)‏ (و. 1902 – 1979 م) هو كاتب، ومعالج نفسي، وعالم نفس، ومنجّم ألماني، ولد في كيمنتس، توفي في ميونخ، عن عمر يناهز 77 عاماً.

## روابط خارجية
- فريتز ريمان على موقع ميوزك برينز (الإنجليزية)